# Héctor Freschi
Héctor Luis Freschi (* 1. Februar 1909 in Resistencia; † 18. Juli 1993 ebenda) war ein argentinischer Fußballspieler. Der Torwart nahm an der Fußball-Weltmeisterschaft 1934 teil.

## Karriere

### Verein
Héctor Freschi, auch Chiche genannt, spielte seine gesamte Karriere, die von 1930 bis 1947 dauerte, bei Sarmiento de Resistencia. Dabei gewann er zehn Mal die Provinzmeisterschaft der Provinz Chaco.

### Nationalmannschaft
Freschi wurde von Nationaltrainer Filippo Pascucci in den Kader der Nationalmannschaft für die Weltmeisterschaft 1934 in Italien berufen. Dort stand er bei der 2:3-Niederlage im Achtelfinale gegen Schweden, das zugleich das einzige Turnierspiel für die Albiceleste war, im Tor.

## Erfolge
- Meister der Liga Chaqueña de fútbol: 1925, 1933, 1934, 1936, 1938, 1941, 1942, 1944, 1945, 1947